# Tramea lacerata
Tramea lacerata là loài chuồn chuồn trong họ Libellulidae. Loài này được Hagen mô tả khoa học đầu tiên năm 1861.

## Hình ảnh

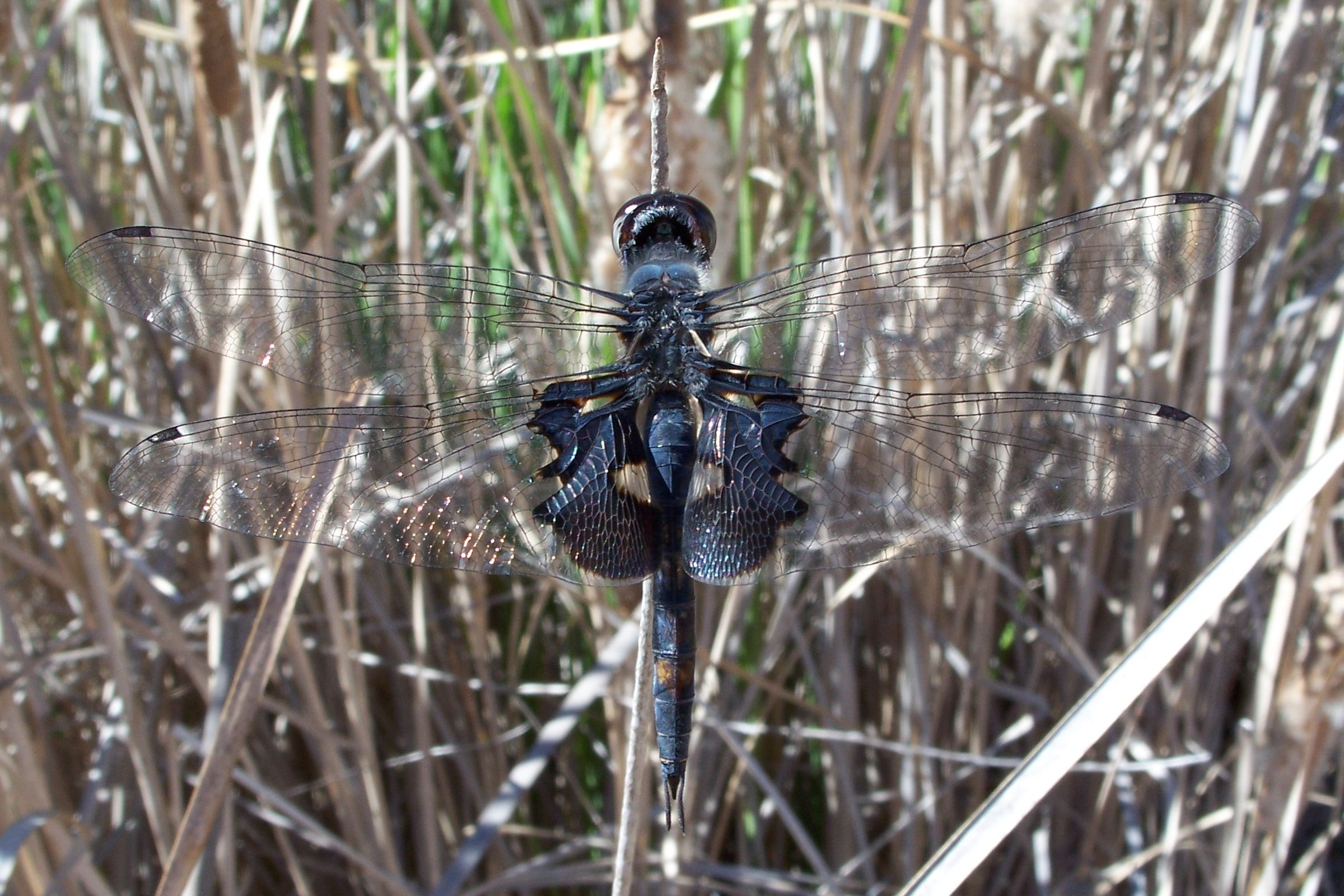
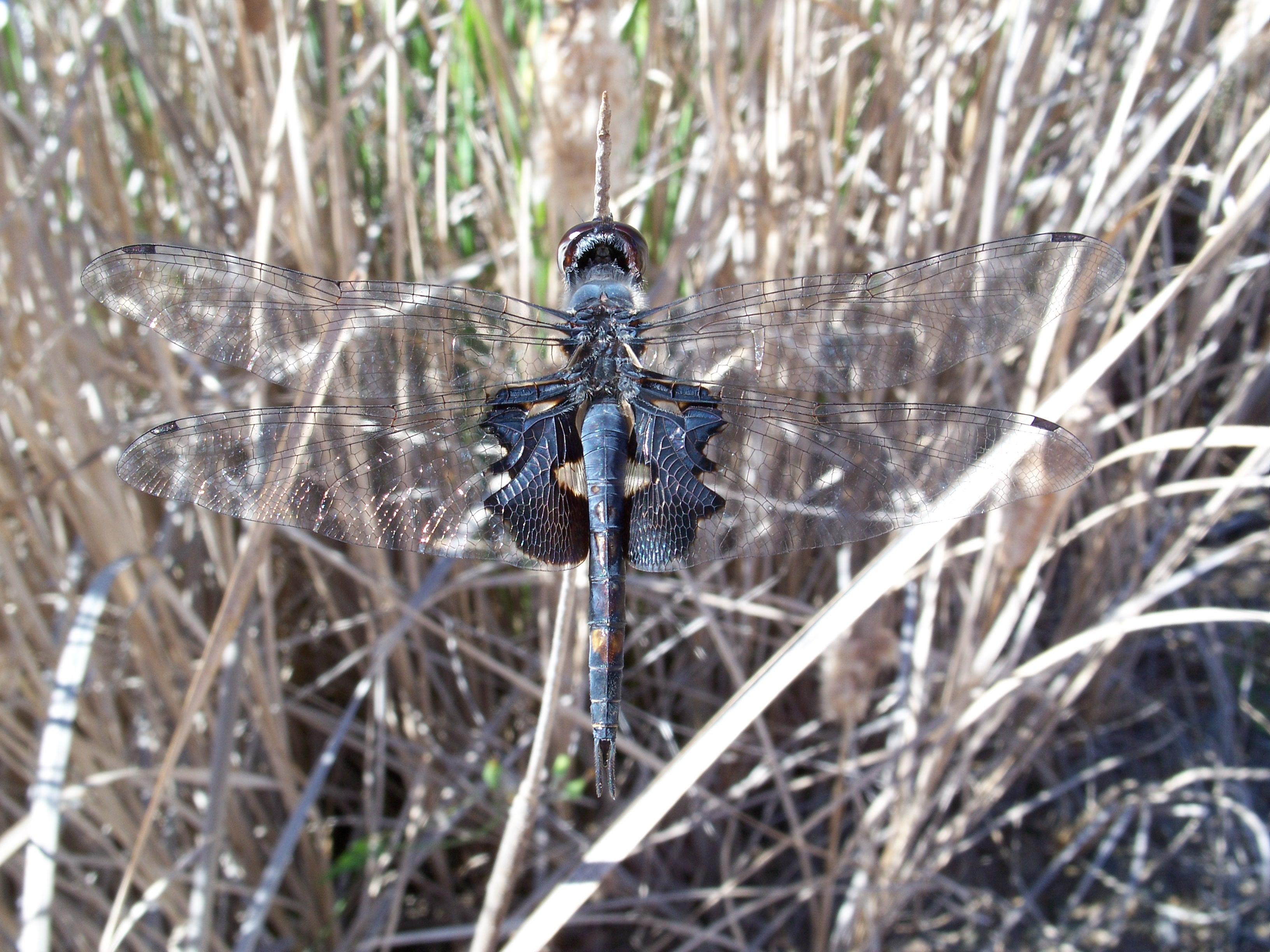
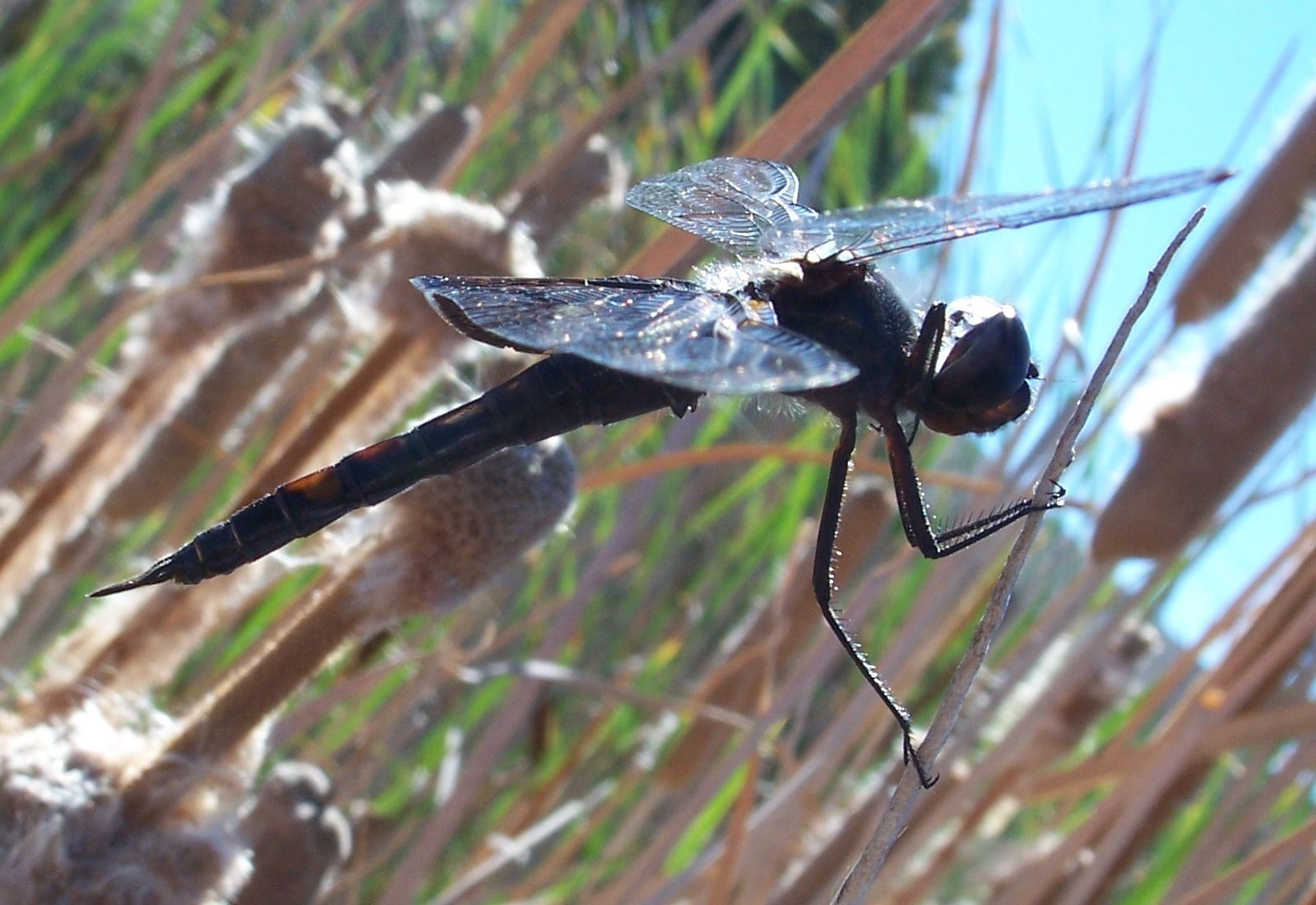
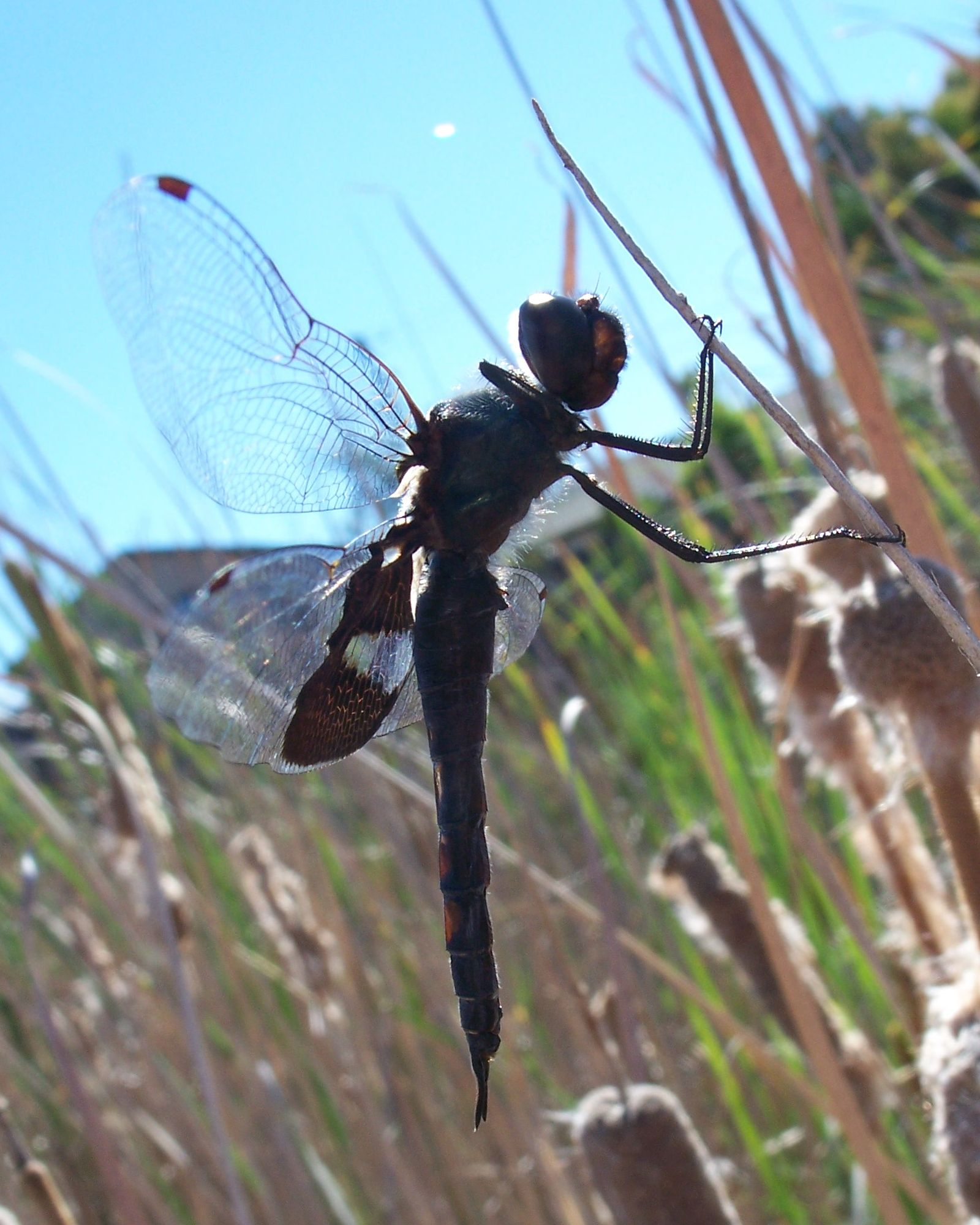